# Le Collège fou, fou, fou
Pour le manga d'origine, voir Kimengumi.
Autre
Le Collège fou, fou, fou (ハイスクール!奇面組, Haisukūru! Kimengumi) est une série télévisée d'animation japonaise de 86 épisodes réalisée par les studios Gallop et Comet. Elle est à l'origine diffusée du 12 octobre 1985 au 26 septembre 1987 sur Fuji TV, au Japon, et basée sur le manga Highschool! Kimengumi de Motoei Shinzawa, pré-publié pour la première fois dans le magazine Weekly Shōnen Jump de 1982 à 1987.
En France, la série est diffusée du 8 novembre 1989 au début des années 1990 dans l'émission Club Dorothée, sur la chaîne télévisée TF1. Elle est régulièrement rediffusée depuis, notamment sur Mangas, TMC, MCM et L'Énôrme TV,.

## Synopsis
L'intrigue suit un groupe de cinq lycéens du lycée Itchiō, nommé « Les Joyeux Loufoques », constitué de Rei, le chef de la bande, Ted, Jeannot, Dan et Jim. La bande est souvent accompagnée de deux jeunes filles, Laura (nommée Anne-Laure dans le premier épisode) et Julie (nommée Juliette dans le premier épisode). Les cinq personnages principaux sont des cancres à l'humour déjanté, repoussant les limites de la folie.
L'histoire débute lorsqu'une nouvelle élève, Laura, est transférée en fin de 3e année au collège, juste avant les examens d'entrée au lycée. Celle-ci fait connaissance avec Julie, qui deviendra sa meilleure amie. Laura trouve que les garçons du collège sont des « crétins finis » (à cause du tonnerre d'applaudissements qu'a suscité son arrivée dans la classe), mais Julie, bien que d'accord avec elle, lui propose d'attendre un peu avant de juger.
Le collège compte aussi plusieurs autres bandes de garçons : « les Bons samaritains », « les Bourreaux des cœurs », « Les Costauds »…, etc. Mais les plus intéressants aux yeux des filles, sont les Joyeux Loufoques, toujours prêts à distraire leurs camarades de leurs cours, au grand désespoir de leurs professeurs.

## Production

### Conception
Au milieu des années 1980, le concepteur du manga Kimengumi, Motoei Shinzawa, duquel se base l'adaptation animée Haisukūru! Kimengumi (Le Collège fou, fou, fou) postule au magazine japonais Fresh Jump dans le but de faire ses débuts en tant que dessinateur. Son œuvre parvient à attirer l'œil du magazine qui décide de sa sérialisation. Shinzawa évite le traditionnel gag manga standard où « les personnages ne vieillissent pas » car « ça a l'air d'irriter ». 
Plus tard, Shinzawa décide d'adapter son manga en série animation. Auparavant, il avait décliné les offres d'adaptation, car en acceptant cela, il était inévitable qu'une suite se profile pour l'année prochaine. Souffrant de problèmes de dos, qui s'aggravaient au fil du temps, Shinzawa arrivait progressivement en retard pour l'adaptation et à la mi-mai 1987, Tadashi Sato, assistant du projet, fait ses débuts et devient indépendant.
Le 25 mai 1987, Shinzawa, atteint de mal de dos extrême, ne peut se joindre à l'équipe du Weekly Shonen Jump, qui décide de repousser le manuscrit sur une période de deux semaines. Avec cette histoire comme déclencheur, un lieu de discussions avec la haute direction de Shūeisha est mis en place et après décision, deux épisodes sortent pour le manga et trois derniers épisodes de la série d'animation se profilent. Les trois derniers épisodes avaient déjà été grossièrement préparés par Shinzawa. Finalement, la série d'animation sera diffusée au Japon jusqu'au 26 septembre 1987.

### Fiche technique
- Titre original : ハイスクール!奇面組 (Haisukuuru! Kimengumi ou High School! Kimengumi)
- Titre français : Le Collège fou, fou, fou
- Réalisation : Hiroshi Fukutomi
- Scénario : Takao Koyama, Shigeru Yanagawa d’après Haisukuuru! Kimengumi de Motoei Shinzawa
- Character designer : Hatsuki Tsuji, Hiroshi Kanazawa et Motoei Shinzawa
- Musique : Shunsuke Kikuchi
- Studio d'animation : Gallop, Studio Comet
- Durée : 25 minutes
- Nombre d'épisodes, licence et date de première diffusion :
  - Version japonaise : 86 (diffusés - terminée), licence Fuji TV, diffusé du 12 octobre 1985 au 26 septembre 1987 sur Fuji TV ;
  - Version française : 86 (diffusés - terminée), licence AB Vidéo, diffusé à partir du 8 novembre 1989 sur TF1.
- Épisodes sortis en DVD :
  -  Japon : 86 (sortis en DVD - terminée)
  -  France : 86 (sortis en DVD - terminée)

## Épisodes

### Doublage
| Personnages                      | Voix japonaises | Voix françaises |
| -------------------------------- | --------------- | --- |
| Rei Ichidō                       | Shigeru Chiba   | Lionel Tua (1re voix), Vincent Ropion (2e voix) |
| Laura (Yui Kawa)                 | Miki Takahashi  | Amélie Morin, Françoise Pavy (ép. 7 et 8) |
| Julie (Chie Uru)                 | Naoko Matsui    | Annabelle Roux, Stéphanie Murat (ép. 25 et 26), Laurence Crouzet (ép. 59 à 61, 63 et 64) |
| Ted (Gō Reietsu)                 | Tesshō Genda    | Éric Etcheverry, Frédéric Bouraly (ép. 27), Jean-Claude Montalban (ép. 28), Jean-François Vlérick (ép. 84 et 85)                                                                            |
| Jeannot (Kiyoshi Shusse)         | Issei Futamata  | Éric Aubrahn (1re voix), Emmanuel Curtil, Frédéric Bouraly (ép. 3, 5 et 6) |
| Jim (Jin Daima)                  | Naoki Tatsuta   | Jérôme Rebbot (1re voix), Thierry Redler, Régis Reuilhac (derniers épisodes), Jean-Louis Rugarli (ép. 28 et 65), Olivier Destrez (ép. 9 à 12), Jean-Claude Montalban (ép. 27, 40, 41 et 71) |
| Dan (Dai Monohoshi)              | Kaneto Shiozawa | Thierry Redler (1re voix), Jean-Louis Rugarli, Jean-Claude Montalban (ép. 9 à 12), Patrick Laplace (ép. 21 à 24), Emmanuel Curtil (ép. 25 et 26)                                            |
| Roméo (Sho Kireide)              | Keiichi Nanba   | Éric Etcheverry, Jean-François Vlérick (ép. 84 et 85) |
| Guy (Yo Nihiruda)                | Hōchū Ōtsuka    | Éric Aubrahn (1re voix), Emmanuel Curtil (2e voix) |
| Samson (Kai Undo)                | Ken'yū Horiuchi | Jérôme Rebbot (1re voix), Jean-Louis Rugarli (2e voix) |
| Jackie (Jako Amano)              | Yō Inoue        | |
| Ichiro Shinjitsu                 | Bin Shimada     | |
| Mlle Hilary (Masuyo Ikari)       | Masako Katsuki  | Françoise Pavy, Marie-Martine Bisson (ép. 7) |
| Mlle Macaron (Ran Wakato)        | Yumiko Shibata  | Dominique Dumont (1re voix), Catherine Privat (2e voix) |
| M. Cessa (Takuma Sessa)          |                 | Régis Reuilhac |
| M. Samuel Jidai (Sakugo Jidai)   | Hideyuki Tanaka | Régis Reuilhac, Jean-Claude Montalban (ép. 62 et 65) |
| Kiri Ichidō                      | Mayumi Shō      | Catherine Privat |
| Takuseki Ichidō (le père de Rei) | Yūsaku Yara     | Jean-Claude Montalban, Marc François (ép. 21) |

- Version française :
  - Société de doublage : studios SOFI[2]
  - Direction artistique : /
  - Adaptation des dialogues : /

### Diffusions
En France, la série est diffusée du 8 novembre 1989 au début des années 1990 dans l'émission Club Dorothée, sur la chaîne télévisée TF1. Elle est régulièrement rediffusée depuis, notamment sur Mangas, TMC, MCM et L'Énôrme TV,.
AB Groupe décide de réaliser la remastérisation complète de l'anime incluant les 2 épisodes inédits jamais doublés, ni diffusés, qui bénéficieront d'un doublage pour l'occasion. Ayant déjà acquis les droits de ces 86 épisodes, la chaîne Mangas a l'exclusivité de ce travail rediffusant l’anime depuis le 27 août 2012 et a diffusé pour la première fois les deux épisodes inédits le 29 décembre 2012. 

### Film
Un film, d'une durée de 50 minutes environ, a été créé à la moitié de la série. Il reste inédit en France.

## Produits dérivés

### DVD
À la suite de la remastérisation de l’anime, AB Vidéo décide de sortir une édition DVD intégrale prévue pour l'année 2013 s'étalant sur deux coffrets uniquement en version française. Le premier coffret, qui comprend 7 DVD de 42 épisodes, est sorti le 29 avril 2013, le deuxième, qui comprend aussi 7 DVD, mais avec 44 épisodes, est sorti le 7 octobre 2013.

### Musique

#### Ouverture
Il existe plusieurs albums, dont un d'OST homonyme et deux albums de BGM, intitulés 音楽組 (Ongakugumi) 1 et 2.
1. Épisodes 1 à 23 : Ushiroyubi Sasaregumi (うしろゆびさされ組?) (1er single de Ushiroyubi Sasaregumi)
2. Épisodes 24 à 36 : Zôsan no Scanti (象さんのすきゃんてぃ?) (3e single de Ushiroyubi Sasaregumi)
3. Épisodes 37 à 49 : Nagisa no Kagikakko (渚の『・・・・・』?) (4e single de Ushiroyubi Sasaregumi)
4. Épisodes 50 à 59 : Waza-Ari! (技ありっ!?) (5e single de Ushiroyubi Sasaregumi)
5. Épisodes 60 à 65 : Kashiko (かしこ?) (6e single de Ushiroyubi Sasaregumi)
6. Épisodes 66 à 78 : Toki no Kawa o Koete (時の河を越えて?) (1er single de Ushirogami Hikaretai)
7. Épisodes 79 à 86 : Anata o Shiritai (あなたを知りたい?) (2e single de Ushirogami Hikaretai)

#### Fin
1. Épisodes 1 à 8 : Shôgakusei no Ketsui (女学生の決意?) (face B du 1er single de Ushiroyubi Sasaregumi)
2. Épisodes 9 à 23 : Banana no Namida (バナナの涙?) (2e single de Ushiroyubi Sasaregumi)
3. Épisodes 24 à 36 : Nekojitagokoro mo Koi no Uchi (猫舌ごころも恋のうち?) (face B du 3e single de Ushiroyubi Sasaregumi)
4. Épisodes 37 à 49 : Not Only, But Also (のっとおんりぃ★ばっとおるそう?) (face B du 4e single de Ushiroyubi Sasaregumi)
5. Épisodes 50 à 59 : Chotto Karai Aitsu (ちょっと辛いあいつ?) (2e single de Musukko Club)
6. Épisodes 60 à 65 : Pythagoras o Buttobase (ピタゴラスをぶっとばせ?) (face B du 6e single de Ushiroyubi Sasaregumi)
7. Épisodes 66 à 78 : Ushirogami Hikaretai (うしろ髪ひかれたい?) (face B du 1er single de Ushirogami Hikaretai)
8. Épisodes 79 à 86 : Tatsu Tori Ato o Nigosazu (立つ鳥跡を濁さず?) (face B du 2e single de Ushirogami Hikaretai)

#### Autres
Ces titres de chanson originaux ont été insérées en supplément des génériques :
- Abunai Sakana (あぶないサ・カ・ナ?) (face B du 2e single de Ushiroyubi Sasaregumi)
- Watashi wa Chie no Wa (Puzzling) (わたしは知恵の輪（Puzzling）?) (face B du 5e single de Ushiroyubi Sasaregumi)
- Nakuko mo Warau Kimengumi (泣く子も笑う奇面組?) (par Kimengumi Five)

### Jeux vidéo
Plusieurs produits dérivés ont été commercialisés notamment dans le domaine du jeu vidéo avec, pour console sur MSX 2 et Sega Master System, intitulé simplement Highschool! Kimengumi, ainsi qu'un jeu pour console PlayStation, intitulé SIMPLEキャラクター2000シリーズ:ハイスクール！奇面組THEテーブルホッケー (SIMPLE Kyarakutaa 2000 Shiriizu: Haisukûru! Kimengumi the Teeburu Hokkee), mettant en scène les personnages les plus emblématiques du manga dans un jeu de hockey sur table.

## Accueil
En 2006, TV Asahi lance un sondage dans lequel les téléspectateurs japonais peuvent voter pour leurs séries préférées. L'anime est classée 87e dans le top 100 des meilleurs animes.